# Nováci
Nováci jsou český rodinný komediální televizní seriál z roku 1995 režírovaný Vladimírem Drhou a Jiřím Adamcem. Délka jednoho dílu činí 30 minut. Na tomto seriálu se jako dramaturg podílel Pavel Frýbort.
Na Slovensku vysílala seriál Nováci stanice TV JOJ.

## Obsazení
- Pavel Zedníček
- Ota Jirák
- Jana Paulová
- Jitka Ježková
- Jitka Schneiderová
- Jan Čenský
- Filip Rajmont
- Adéla Gondíková
- Jana Janěková

## Seznam dílů

### První řada
| název epizody              | pořadí epizody | délka    |
| -------------------------- | -------------- | -------- |
| Profesorův dopis           | 1              | 23 minut |
| Stěhování                  | 2              | 25 minut |
| Mafie                      | 3              | 25 minut |
| Dědictví                   | 4              | 24 minut |
| Hlava rodiny               | 5              | 24 minut |
| Poslední urugská princezna | 6              | 25 minut |
| Pizza do domu              | 7              | 23 minut |
| Bábinka                    | 8              | 24 minut |
| Voodoo                     | 9              | 23 minut |
| Čínská pomsta              | 10             | 23 minut |
| Český sen                  | 11             | 24 minut |
| Inzerát                    | 12             | 22 minut |
| Smrťák                     | 13             | 24 minut |
| Nečekaná návštěva          | 14             | 23 minut |
| První láska                | 15             | 24 minut |
| Rakvičky se šlehačkou      | 16             | 23 minut |
| Vše pro lásku              | 17             | 24 minut |
| Dvojník                    | 18             | 24 minut |
| Divoch                     | 19             | 23 minut |
| Pánská jízda               | 20             | 23 minut |
| Prsten                     | 21             | 24 minut |
| Hare živa                  | 22             | 23 minut |
| Patogenní zóny             | 23             | 24 minut |
| Služka                     | 24             | 24 minut |
| Během ku zdraví            | 25             | 23 minut |
| Stá dieta                  | 26             | 23 minut |
| Píp show                   | 27             | 24 minut |
| Záletnice                  | 28             | 24 minut |
| Člověče, nezlob se!        | 29             | 22 minut |
| Hrobka                     | 30             | 24 minut |
| Rozverný drát              | 31             | 25 minut |
| Náměsíčník                 | 32             | 24 minut |
| Strýček Jerry              | 33             | 24 minut |
| Trpaslík                   | 34             | 24 minut |
| Novákův univerzální robot  | 35             | 23 minut |
| Tabu                       | 36             | 24 minut |
| Day after                  | 37             | 23 minut |
| Dovolená                   | 38             | 23 minut |
| Byznys je byznys           | 39             | 24 minut |
| Na vlastní kůži            | 40             | 22 minut |
| Ahmed                      | 41             | 24 minut |
| Prémie                     | 42             | 23 minut |
| Dobročinný spolek          | 43             | 24 minut |
| Velké trápení              | 44             | 24 minut |
| Vůně noci                  | 45             | 25 minut |
| Blesk a lesk               | 46             | 24 minut |
| Přítelkyně                 | 47             | 23 minut |
| Střecha z Ameriky          | 48             | 23 minut |
| Slaměný vdovec             | 49             | 24 minut |
| Zbrojní pas                | 50             | 24 minut |
| Výhra                      | 51             | 23 minut |
| Nepřiměřená obrana         | 52             | 22 minut |
| Životní šance              | 53             | 24 minut |
| Milosrdná lež              | 54             | 24 minut |
| Pomoc v nouzi              | 55             | 24 minut |
| Ples                       | 56             | 24 minut |
| Kaple blahoslavené Kunhuty | 57             | 24 minut |
| Scotland Yard zasahuje     | 58             | 22 minut |
| Podvodník Jerry            | 59             | 23 minut |
| Kořeny                     | 60             | 24 minut |
| Hrobníkovi námluvy         | 61             | 24 minut |
| Socha                      | 62             | 24 minut |
| K čertu s Mikulášem        | 63             | 24 minut |
| Věno                       | 64             | 24 minut |
| Nezaměstnaný milionář      | 65             | 24 minut |
| Dědkové mohou všechno      | 66             | 24 minut |
| Výročí                     | 67             | 24 minut |
| Bilance                    | 68             | 24 minut |
| Lhář telefon               | 69             | 22 minut |
| Pastouška                  | 70             | 23 minut |
| Harpagon                   | 71             | 24 minut |
| Rekomando                  | 72             | 24 minut |

### Druhá řada
| název epizody                | pořadí epizody | délka    |
| ---------------------------- | -------------- | -------- |
| Albert                       | 1              | 24 minut |
| Dáme si do bytu              | 2              | 24 minut |
| Hádej, kdo přijde na večírek | 3              | 23 minut |
| Past na bábi                 | 4              | 30 minut |
| Návštěva                     | 5              | 25 minut |
| Léčba neklidem               | 6              | 25 minut |
| Za vším je žena              | 7              | 25 minut |
| Změna je život               | 8              | 30 minut |
| Tapeta                       | 9              | 30 minut |
| Matýsek                      | 10             | 25 minut |
| Užít dne                     | 11             | 30 minut |
| Čangova metoda               | 12             | 30 minut |
| Večírek na Tahiti            | 13             | 25 minut |
| Pohlednice z dětství         | 14             | 25 minut |
| Miss tričko                  | 15             | 25 minut |
| Doupě neřesti                | 16             | 25 minut |
| Vernisáž                     | 17             | 25 minut |
| Být bit jako chlap           | 18             | 25 minut |
| Chudáci Nováci               | 19             | 30 minut |
| Podzimní plamen              | 20             | 25 minut |
| Rána osudu                   | 21             | 30 minut |
| Dopadení                     | 22             | 30 minut |
| Malé velké radosti           | 23             | 30 minut |
| Sen o moři                   | 24             | 30 minut |
| Med a cibule                 | 25             | 30 minut |
| Venuše s pumpičkou           | 26             | 30 minut |
| Fajfka                       | 27             | 25 minut |
| Kdo se směje naposled        | 28             | 30 minut |
| Pankáč v županu              | 29             | 30 minut |
| Rakev                        | 30             | 30 minut |
| Obraz                        | 31             | 30 minut |
| Hezký den                    | 32             | 25 minut |
| Čepice                       | 33             | 30 minut |
| Zkušební provoz              | 34             | 25 minut |
| Dům hrůzy                    | 35             | 30 minut |
| Svinským krokem              | 36             | 30 minut |
| Taneční pro pokročilé        | 37             | 25 minut |
| Miláček                      | 38             | 30 minut |
| Zámek                        | 39             | 25 minut |
| Noční hlídka                 | 40             | 25 minut |
| Kapku po kapce               | 41             | 30 minut |
| Popelčino odpoledne          | 42             | 30 minut |
| Povolávací rozkaz            | 43             | 25 minut |
| Perný den                    | 44             | 30 minut |
| Sanatorium duše              | 45             | 30 minut |
| Bomba                        | 46             | 30 minut |
| Svět podle Jardy             | 47             | 30 minut |
| Brejle                       | 48             | 30 minut |
| Soutěž elegance              | 49             | 25 minut |
| Deníček                      | 50             | 30 minut |
| Co Čech to muzikant          | 51             | 30 minut |
| Bingo                        | 52             | 30 minut |

## Produkce
Seriál začala TV Nova natáčet v lednu roku 1995. Hlavním cílem kolektivu tvůrců, kteří na seriálu pracovali, bylo vytvořit seriál, který by bylo možné vysílat pět dní v týdnu – od pondělí do pátku. Už při natáčení první epizody měl tým scenáristů, který tvořili Ondřej Neff a Vojtěch Steklač, hotové scénáře pro více než 30 epizod. Seriál se poprvé objevil na televizní obrazovce 19. dubna 1995 a zpočátku byl vysílán pouze dvakrát týdně. První výraznější změna nastala v červnu 1995, kdy režiséra Vladimíra Drhu vystřídal Jiří Adamec. Další změna následovala v červenci, když produkce seriálu vypustila z projektu postavu syna Martina, kterého hrál Filip Rajmont. V listopadu 1995 byla první série ukončena a začalo natáčení série druhé s novými postavami. K tomuto pokračování psal scénáře původní scenáristický tým doplněný o Oldřicha Dudka. První série končila odjezdem původní Novákovic rodiny do Ameriky za synem Martinem, který vydělal miliony výrobou sádrových trpaslíků. Aby předešli vykradení svého domu, pronajali jej jiné rodině, která se shodou okolností také jmenovala Nováci a o které byla následně celá druhá série, která se vysílala od 1. ledna 1996 a nakonec měla 52 epizod. První série, která se vysílala od 19. dubna do 27. prosince 1995, měla 72 epizod.